# Barrio gris
Barrio gris és una pel·lícula argentina de 1954, dirigida per Mario Soffici, protagonitzada per Carlos Rivas i Alberto de Mendoza. Estrenada a Buenos Aires el 28 d'octubre de 1954. Guanyadora del Cóndor de Plata a la millor pel·lícula de 1955. Aquesta pel·lícula va ser filmada al barri de Sarandi, partit d'Avellaneda. Joaquín Gómez Bas va rebre la Medalla d'Or atorgada de la Comissió Nacional de Cultura per la novel·la "Barrio gris", escrita el 1952, sobre la qual es va realitzar el guió. La pel·lícula està referida als "barris grisos", anomenats a l'Argentina "villas misèria", en els quals viuen els treballadors menys qualificats o nouvinguts de les àrees rurals als cordons industrials.

## Repartiment
- Carlos Muiño...(nen murguero)
- Carlos Rivas...(Federico)
- Alberto de Mendoza...(Claudio)
- Jorge Morales … (Cigüeña)
- Mirtha Torres...(Zulema)
- Elida Gay Palmer...(Rosita)
- Fernanda Mistral… (Laura)
- Ana Arneodo...(Madre de Federico)
- Fernando Siro… (Ricardo)
- Edda Alba...(La Ñata)
- Mario Soffici...(Gervasio, el pintor)
- Ubaldo Martínez...(Baldomero Luna)
- Luis Arata...(Don García, el farmacèutic)
- Tito Grassi
- Ricardo Trigo… (El Correntino)
- Walter Reyna
- Alberto Terrones...(Don Córdoba)
- Vicente Ariño… (Don Avelino)
- Mercedes Escribano...(Ramona)
- Hugo Lanzillotta...(Federico niño)
- Carlos Cotto...(Padre de Zulema)
- Lorenzo Mendoza
- Laura Notari
- Eduardo Foglizzio
- Tomás Ramón León
- Pedro Tavoliere...(Claudio nen)
- María Esther Corán...(Verdulera)
- Alberto Quiles...(Policia)
- Domingo Santarcieri